# Ixora ferrea
Ixora ferrea là một loài thực vật có hoa trong họ Thiến thảo. Loài này được (Jacq.) Benth. mô tả khoa học đầu tiên năm 1850.